# Olembé (Yaoundé)

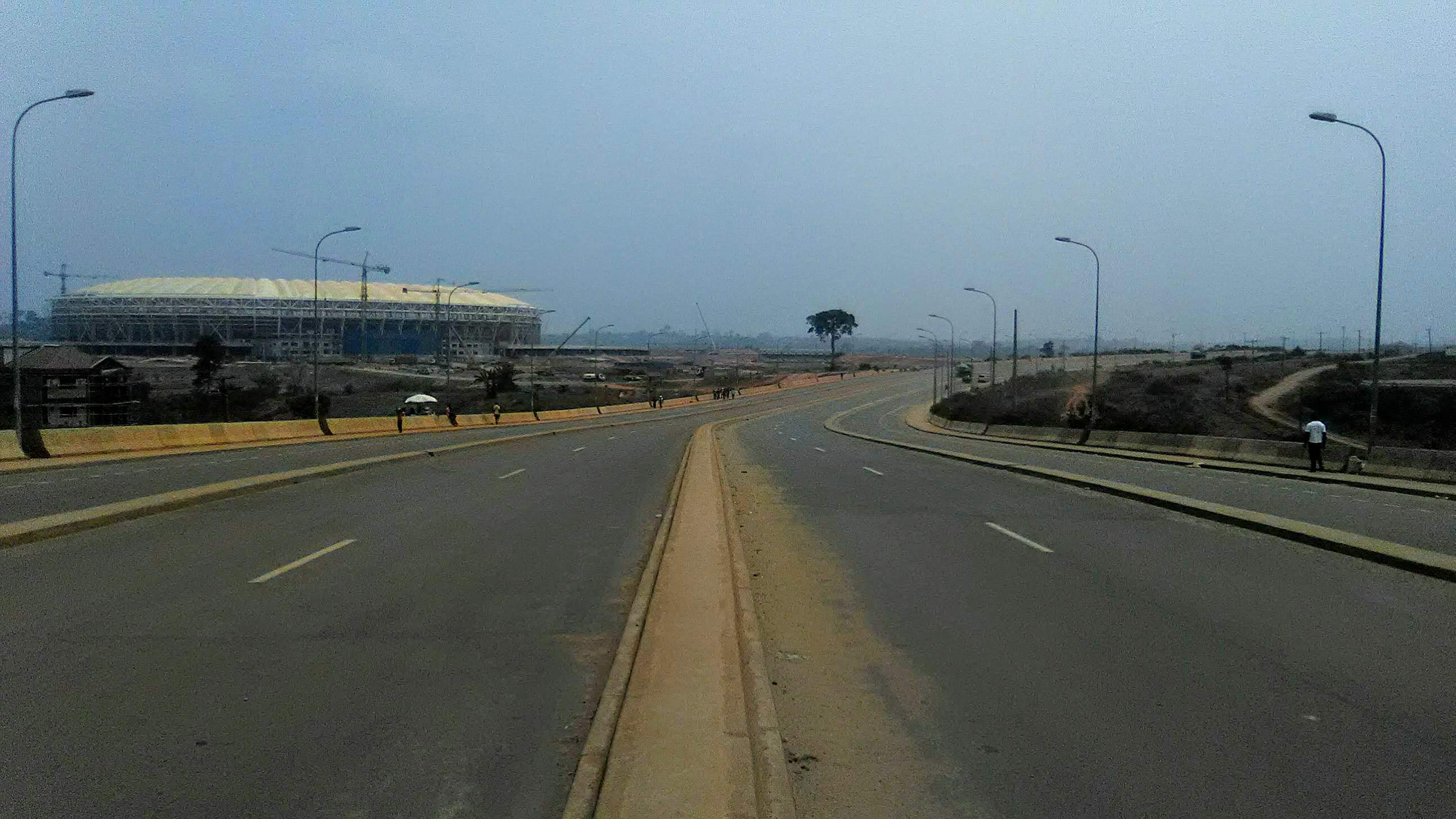
Zufahrtswege zum Multisportkomplex, Yaoundé.

Olembé ist ein Stadtteil (quartier) der Bezirksgemeinde (commune d’arrondissement) Yaoundé I in der Region Centre in Kamerun. Der Stadtteil ist eine Erweiterung (quartier d’extension) der Stadt Yaoundé.

## Geographie
Das Stadtteil befindet sich am nördlichen Zugang zum Ballungsgebiet von Yaoundé, im Norden des Gemeindegebiets an der Route Nationale 1, im Grenzbereich zur Kommune Soa.

## Geschichte
Die Bebauung des nördlichen Zugangs zur kamerunischen Hauptstadt wurde 1982 in die Grundzüge des städtebaulichen Masterplans (plan directeur d’urbanisme) als Sekundäres Dienstleistungszentrum aufgenommen.

## Bildung
École publique d'Olembé II, Groupe scolaire bilingue La Victoire, Groupe scolaire bilingue La Fontaine des savoirs.

## Religion
- Mosquée centrale d'Olembé
- Parochie Gallilée der Église Presbyterienne Camerounaise

## Sport
- Stade Paul Biya (Stade d’Olembé)[4]